# Braccio da Montone
(Alessandro Manzoni, Il Conte di Carmagnola, Milano, Vincenzo Ferrario, 1820, p. 61)
Andrea Fortebraccio, noto come Braccio da Montone (Perugia, 1º luglio 1368 – L'Aquila, 5 giugno 1424), è stato un nobile, condottiero, capitano di ventura e politico italiano.
Fu principe di Capua, conte di Foggia e Montone, e signore di Arcevia, Assisi, Bologna, Cannara, Castel Bolognese, Castel San Pietro Terme, Cingoli, Città della Pieve, Città di Castello, Gualdo Cattaneo, Gualdo Tadino, Jesi, Medicina, Montecassiano, Narni, Nocera Umbra, Orte, Orvieto, Ostra Vetere, Perugia, Pieve di Cento, Rieti, San Gemini, Sassoferrato, Spello, Spoleto, Teramo, Terni e Todi. Fu inoltre capitano generale della Chiesa, gran connestabile del Regno di Napoli e senatore di Roma. Con le sue imprese fu quasi pronto a formare uno Stato proprio nell'Italia centrale del XV secolo.

## Biografia

### Gli inizi
Andrea Fortebraccio nacque a Perugia (o nel castello di Montone) dai nobili Oddo Fortebraccio, conte di Montone, e Giacoma Montemelini. Sin da giovane si dedicò alla carriera militare, iniziando come paggio nella compagnia di Guido d'Asciano. La sconfitta dei nobili di fazione popolare a Perugia – i cosiddetti Beccherini – comportò l'esilio dalla città per la famiglia Fortebraccio e la perdita del castello di Montone, nell'alta Valle del Tevere. Braccio si diede quindi alla ventura, entrando nella compagnia di San Giorgio (della quale faceva parte pure il futuro rivale Muzio Attendolo Sforza) di Alberico da Barbiano, conte di Cunio.
Nel 1390 tornò a Montone, e qui, aiutato da due fratelli, uccise tre membri della fazione avversaria dei Raspanti: per questa azione risoluta si guadagnò una taglia sulla sua testa e l'appellativo di "Braccio" al posto del nome Andrea. Il Fortebraccio decise quindi di abbandonare nuovamente i luoghi d'origine per formare una compagnia di quindici cavalieri e mettersi al soldo dei Montefeltro contro i Malatesta.

### Imprese militari e la separazione da Alberico da Barbiano
Nel 1391 venne ferito al petto e alla nuca durante l'assalto alla rocca di Fossombrone, e da quella battaglia rimase leggermente zoppo alla gamba sinistra. Sconfitto presso Fratta Todina, rifiutò di entrare al servizio di Biordo Michelotti. Nell'aprile del 1395 tornò a combattere per Alberico da Barbiano nel Regno di Napoli, rincontrando nuovamente lo Sforza. Nel 1397 passò al soldo della Repubblica di Firenze ed ottenne il comando di trenta uomini d'arme. Nel 1398 affiancò lo Stato Pontificio nella guerra contro Perugia, assediando prima Montone e poi, alla morte del Michelotti, attaccando la città che l'aveva esiliato. Finì per devastare il territorio di Assisi nell'inutile tentativo di penetrare nell'attuale capoluogo umbro. Nel 1400 Perugia finì in mano ai Visconti e Braccio tornò alle sue battaglie in lungo e in largo per la penisola. Nel 1402, alla morte di Gian Galeazzo Visconti, agli ordini di Mostarda da Forlì, combatté per i pontifici contro i viscontei. Nel 1403 papa Bonifacio IX si accordò con il nuovo ducato di Milano e finirono sotto il controllo dello Stato Pontificio Bologna, Perugia e Assisi: la fazione dei nobili perugini dei Raspanti ottenne però che i fuoriusciti non potessero avvicinarsi a meno di venti miglia dalla città.
Nel 1404 Braccio tornò così al servizio di Alberico da Barbiano, conte di Cunio, combattendo di nuovo a fianco di Lorenzo Attendolo, contro Faenza e lo Stato Pontificio: questa seconda battaglia rimarrà ricordata come uno degli esempi della perizia nell'arte della guerra di Braccio. Nei pressi del fiume Reno, nella Pianura Padana, le truppe del conte di Cunio rimasero in minoranza di fronte al nemico, e Braccio, che componeva la retroguardia, fece costruire tre ponti ad uso militare, per attraversare il fiume e trincerarsi oltre le sponde, riuscendo così a resistere agli assalti delle truppe papali. Per questa impresa Braccio si poté fregiare del titolo di cavaliere e del diritto di inserire nel suo stemma le insegne del conte di Cunio.
I primi successi del giovane condottiero finirono per suscitare invidie nella compagnia: qualcuno lo calunniò avvertendo Alberico che Braccio voleva ucciderlo per prenderne il posto, e così Braccio, avvertito dalla moglie del conte di Cunio, dovette fuggire dall'accampamento per non essere a sua volta assassinato. Più tardi Alberico si pentì di questo suo proposito e chiese a Braccio, vanamente, di tornare nella sua compagnia.

### Gli scontri in Umbria e a Roma
Nel 1406 combatté con i fuoriusciti contro Perugia e nel 1407 formò una compagnia di ventura composta principalmente da esuli perugini, danneggiando e ricattando vari piccoli comuni del contado romagnolo e dell'alta Valle del Tevere per finanziarsi con queste scorrerie, ponendo la sua base presso Sansepolcro. In maggio gli abitanti di Arcevia gli offrirono la signoria della città in cambio del suo aiuto contro il marchese di Fermo Lodovico Migliorati, che stava assediando la città. Il Montone accettò, occupò il Monte Conero e devastò il territorio di Fano, dove si impadronì di alcuni castelli. In seguito Braccio si rappacificò con il Migliorati e passò al servizio del re del Regno di Napoli Ladislao d'Angiò-Durazzo proprio presso Fermo. Ai suoi ordini vi erano ormai più di 1 200 cavalieri e 1 000 fanti, cui dispensò complessivamente una paga di 14 000 fiorini. Devastò le terre dei Trinci di Foligno poiché si erano rifiutati di vettovagliare le sue truppe. Nel 1408 Perugia si arrese al re Ladislao, ma ottenne da questi una dichiarazione di belligeranza verso tutti i fuoriusciti della città. Braccio ripiegò nelle Marche, ad Ancona, dichiarandosi a sua volta nemico di Ladislao, e s'impossessò di Jesi.
Nel 1409 combatté dapprima a Città di Castello, quindi ad Arezzo a fianco dei fiorentini e poi si diresse alla volta di Roma, assediando Castel Sant'Angelo, salvo ripiegare nelle Marche per l'arrivo dell'inverno. Nel 1410 Roma subì attacchi da parte degli eserciti di Luigi II d'Angiò-Valois e Ladislao d'Angiò-Durazzo e di diverse compagnie di ventura, tra cui quella del Fortebraccio, che, una volta viste in ritirata le truppe napoletane, le inseguì e le sconfisse presso Sora, poi saccheggiata. In agosto i fiorentini gli consegnarono 14 000 fiorini nel perugino, in settembre Spoleto gli commissionò scorrerie punitive nel territorio di Terni, in novembre attaccò nuovamente Perugia assediandola da Porta San Pietro, senza riuscire nell'intento. In questi anni di guerre, concentrate perlopiù nell'attuale regione Umbria, Braccio ebbe modo di perfezionare la sua tecnica militare, impostata sulla rapidità della manovra e sulla velocità dei movimenti, e questa fu la caratteristica di una nuova scuola d'arme, che venne definita braccesca.

### La presa di Perugia e il dominio sull'Umbria

Antonio Pisanello, Braccio da Montone e Niccolò Piccinino allattati dal grifone di Perugia, Museo nazionale del Bargello, Firenze, 1439-1441 circa

Nel 1413 l'antipapa Giovanni XXIII lo nominò conte di Montone, inoltre lo chiamò a governare Bologna. Braccio sfruttò la situazione per accumulare molto denaro, taglieggiando le città di Ravenna, Forlì, Rimini, Cesena e Castel San Pietro. Nel 1414 combatté a Todi contro lo Sforza; in giugno, al termine della battaglia, venne accolto con tutti gli onori a Firenze, con cui siglò un'alleanza di dieci anni. In agosto Ladislao d'Angiò-Durazzo morì e Braccio lasciò Bologna in libertà per la cifra di 180 000 ducati e raggiunse l'Umbria, occupando città e castelli durante il suo passaggio; Perugia, temendo il suo arrivo, si affidò a Carlo I Malatesta, nominato "Difensore dei perugini per la Santa Chiesa"; lo scontro, molto duro, avvenne a Sant'Egidio il 12 luglio 1416, con la vittoria dei bracceschi. Nella battaglia si distinsero il figlio di Braccio, Oddo, e l'allievo Niccolò Piccinino.
Quindi la città di Perugia non poté far altro che aprirgli le porte e nominarlo signore, ed in seguito fu la volta di Terni: in un primo momento vinse la città, ma la seconda volta i ternani dovettero cedere per mancanza di aiuti esterni. Todi era già stata conquistata subito dopo Perugia, Narni neanche provò a ribellarsi e poi Orvieto; gli abitanti lo vollero come loro reggitore senza troppi scrupoli. Fu così che si venne a suggellare il dominio di Braccio nel territorio dell'odierna Umbria. Braccio chiese quindi al neoeletto papa Martino V di concedergli il vicariato sull'Umbria, ma questi glielo negò e gli mandò contro Guidantonio da Montefeltro, suo parente, e lo Sforza suo alleato, che il Montone sconfisse puntualmente in una memorabile battaglia presso Spoleto. Sfruttando la vittoria, Braccio mosse contro i territori del Montefeltro. Dopo aver provato a sottomettere Gubbio senza successo, si spinse in alta Umbria con obiettivo Urbino: conquistandola, Braccio avrebbe potuto governare sino al Mare Adriatico. Ma nel 1417, appena valicato lo spartiacque appenninico, la sua avanzata verso Urbino si bloccò presso il castello di Cantiano che, sbarrando in maniera inespugnabile la Via Flaminia, divenne per anni il quartier generale dell'esercito del Montefeltro contro quello del Montone. Dopo un estenuante ed inutile assedio, Braccio abbandonò il progetto e vide così infrante le mire espansionistiche verso le Marche e l'Adriatico. È ricordata a tal proposito l'esclamazione furiosa dell'illustre capitano di ventura nei confronti del castello di Cantiano: «Maledicto arnese de guerra!». Il 14 marzo 1419 incontrò allora il papa a Firenze e trovò un accordo che consisteva nella riconquista di Bologna. Braccio la occupò e poi si ritirò a Perugia, lasciando intatti tutti i territori dei Montefeltro.

### Assedio dell'Aquila, battaglia campale e morte

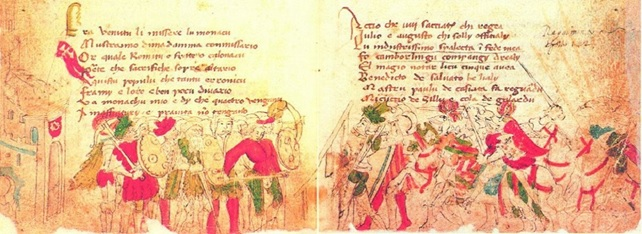
Braccio da Montone e Jacopo Caldora si fronteggiano con i loro rispettivi eserciti sotto le mura dell'Aquila, davanti alla Porta Barete

Braccio da Montone andò allora in aiuto della regina del Regno di Napoli Giovanna II d'Angiò-Durazzo, scomunicata dal papa, venendo però esso stesso interdetto dai sacramenti. Controllando in poco tempo, grazie alla sua abilità militare, quasi tutti i territori dell'Abruzzo e parteggiando per Alfonso V d'Aragona contro gli Angioini, conseguentemente ai suoi successi, nel febbraio 1424 fu nominato gran connestabile del Regno di Napoli, principe di Capua e conte di Foggia. Passato dalla parte degli Aragonesi, perse la carica di gran connestabile del Regno, venendo rimpiazzato dallo Sforza, al soldo degli Angioini, e ricevette da Alfonso l'incarico di assediare L'Aquila con la promessa dell'ottenimento del governo di tale feudo, di importanza cruciale nel territorio del Regno di Napoli.
In marcia verso lo scontro finale, presso Pescara morì lo Sforza; contemporaneamente Braccio da Montone cominciò l'assedio dell'Aquila distruggendo i "99 Castelli Fondatori" e spezzando ogni tipo di collegamento. Ma la città, guidata dal suo governatore Antonuccio Camponeschi, gli oppose una strenua e duratura resistenza che fece durare il conflitto più di un anno. Così la regina Giovanna II d'Angiò-Durazzo mandò in suo soccorso un folto esercito capitanato dal gran connestabile Jacopo Caldora, potente ed esperto condottiero, ex allievo di Braccio, il quale affrontò il suo maestro presso la Piana di Bazzano, luogo in cui si era stabilito quest'ultimo, in una battaglia che fu veramente feroce. L'esercito braccesco venne sconfitto. Braccio da Montone riportò gravi ferite alla testa (in particolare al collo) per aver ricevuto un colpo di mazza ferrata, venne catturato ed imprigionato sul posto e morì il 5 giugno 1424, data che pose fine alla guerra, guerra che decise il destino di gran parte della penisola italiana. Essendo morto scomunicato, il papa lo fece seppellire in terra sconsacrata, dove quivi rimase fino al 1432, quando, per iniziativa di suo nipote Niccolò Fortebraccio, fu tumulato ed i suoi resti furono custoditi nella chiesa di San Francesco al Prato di Perugia. Nel 1505 sulla lapide della sua tomba fu aggiunto il seguente epitaffio:
(Epitaffio latino presente sulla lapide della tomba di Braccio da Montone)
Nel 2013, a 589 anni dalla sua morte, i suoi resti sono stati estumulati per poi essere restaurati. La ricognizione ha portato al rilevamento della presenza di un foro sul cranio del condottiero, situato in un punto «non alto ma ben piazzato», che ha confermato quanto riportato dalle fonti storiche riguardo alla sua morte durante l'assedio della città aquilana.
Nella città dell'Aquila gli è stata intitolata la strada in cui sarebbe deceduto; è stato inoltre oggetto di interesse anche a Terni.

## Leggende sulla morte

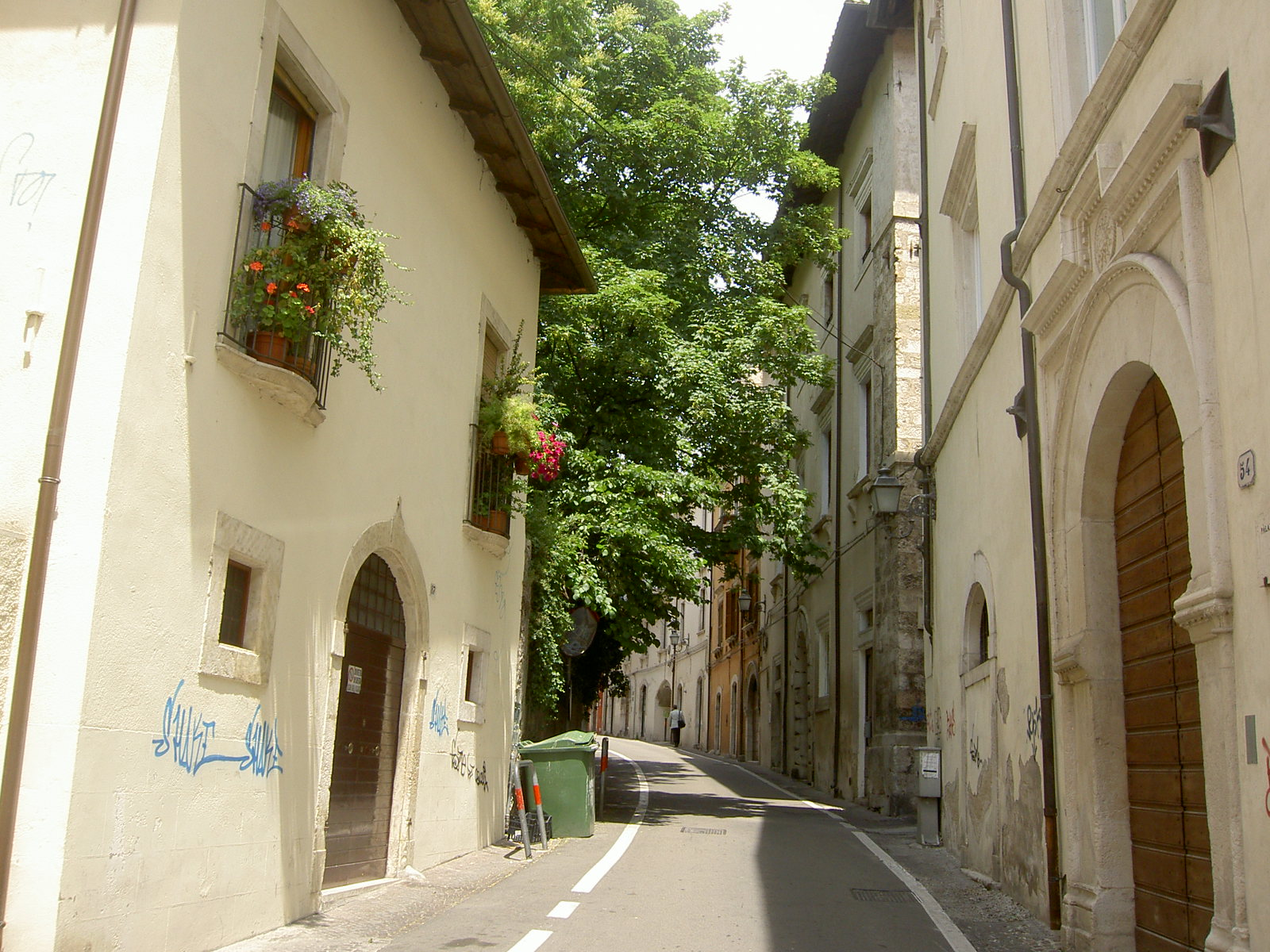
Via Fortebraccio all'Aquila, dove si spense Braccio da Montone

Circolano diverse leggende sulla morte di Braccio da Montone:
- una di queste riporta che mentre Braccio giaceva gravemente ferito nell'accampamento nemico come prigioniero, il chirurgo sbagliò ad operare le medicazioni, poiché spinto bruscamente ed intenzionalmente da Francesco Sforza, cosicché i bisturi si andarono a conficcare nel cervelletto, dove aveva riportato alcune ferite, determinandone la morte[17];
- un'altra riporta che dopo alcuni giorni di prigionia Braccio venne condotto al cospetto di Jacopo Caldora, il quale lo avrebbe ucciso, adirato per il suo mutismo[17];
- un'altra ancora riporta che il condottiero venne raggiunto ed ucciso da un certo Andreasso Castelli, nobile, il quale voleva vendicarsi poiché Braccio in passato gli aveva ucciso suo padre, tre suoi zii ed il suo nonno paterno[3];
- un'ultima riporta che Braccio, chiuso in se stesso e rifiutando ogni sorta di cibo e di medicamento, morì in cella alcuni giorni dopo la sua cattura, a causa della gravità delle ferite riportate in battaglia[17].

È stato inoltre tramandato che nel 1432, durante la traslazione dei resti curata dal nipote Niccolò Fortebraccio, nella Campagna romana una violenta grandinata abbia distrutto tutto il raccolto, seguendo il feretro (una cassa avvolta da un velluto rosso con cuciture d'oro e ricami d'argento trasportata in spalla dai nobili accompagnati da 50 cavalieri coperti da veli neri) lungo tutto il suo tragitto fino a Perugia.

## Carattere e personalità
(Enea Silvio Piccolomini, in Niccolò Ciminello, La guerra dell'Aquila. Cantare anonimo del XV secolo, a cura di Carlo De Matteis, Edizioni Textus, ristampa anastatica del 1996)
(Camillo Tutini, Discorsi de' Sette Officii overo de' Sette Grandi del Regno di Napoli, vol. 1, Roma, Giacomo Dragondelli, 1666, p. 131)
(Giovanni Battista Carafa, Dell'historie del Regno di Napoli, Napoli, Giuseppe Cacchi, 1572, p. 175)

## Ascendenza

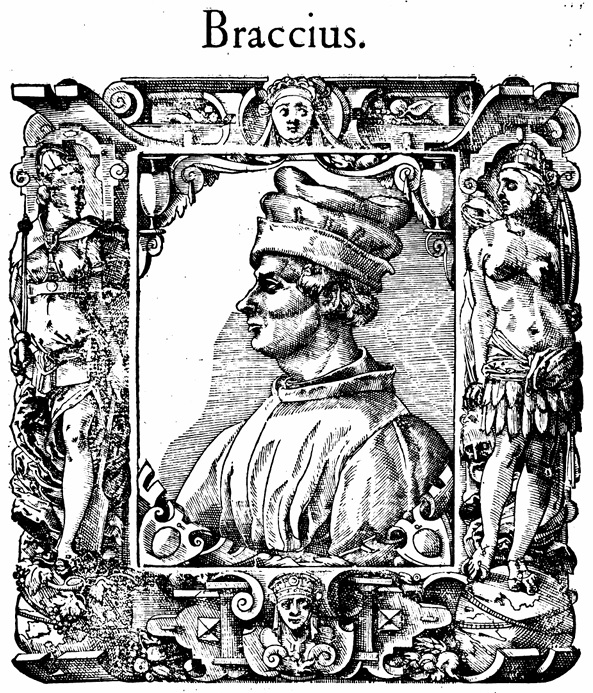
Braccio da Montone in un ritratto del 1575

|                     |                       |   | Genitori |  |  | Nonni |  |  | Bisnonni          |  |  | Trisnonni          |  |
|                     |                       |   |          |  |  |       |  |  | Oddo Fortebraccio |  |  | Rubeo Fortebraccio |  |
|                     |                       |   |          |  |  |       |  |  | Oddo Fortebraccio |  |  | Rubeo Fortebraccio |  |
|                     |                       | ? |          |  |  |       |  |  | Oddo Fortebraccio |  |  |                    |  |
| Guido Fortebraccio  |                       |   |          |  |  |       |  |  | Oddo Fortebraccio |  |  |                    |  |
|                     |                       | ? | ?        |  |  |       |  |  |                   |  |  |                    |  |
|                     |                       | ? | ?        |  |  |       |  |  |                   |  |  |                    |  |
|                     |                       | ? | ?        |  |  |       |  |  |                   |  |  |                    |  |
| Oddo Fortebraccio   |                       | ? |          |  |  |       |  |  |                   |  |  |                    |  |
|                     |                       | ? | ?        |  |  |       |  |  |                   |  |  |                    |  |
|                     |                       | ? | ?        |  |  |       |  |  |                   |  |  |                    |  |
|                     |                       | ? | ?        |  |  |       |  |  |                   |  |  |                    |  |
| ?                   |                       | ? |          |  |  |       |  |  |                   |  |  |                    |  |
|                     |                       | ? | ?        |  |  |       |  |  |                   |  |  |                    |  |
|                     |                       | ? | ?        |  |  |       |  |  |                   |  |  |                    |  |
|                     |                       | ? | ?        |  |  |       |  |  |                   |  |  |                    |  |
| Andrea Fortebraccio |                       | ? |          |  |  |       |  |  |                   |  |  |                    |  |
|                     | Francesco Montemelini | ? |          |  |  |       |  |  |                   |  |  |                    |  |
|                     | Francesco Montemelini | ? |          |  |  |       |  |  |                   |  |  |                    |  |
|                     | Francesco Montemelini | ? |          |  |  |       |  |  |                   |  |  |                    |  |
| Tiveri Montemelini  | Francesco Montemelini |   |          |  |  |       |  |  |                   |  |  |                    |  |
|                     |                       | ? | ?        |  |  |       |  |  |                   |  |  |                    |  |
|                     |                       | ? | ?        |  |  |       |  |  |                   |  |  |                    |  |
|                     |                       | ? | ?        |  |  |       |  |  |                   |  |  |                    |  |
| Giacoma Montemelini |                       | ? |          |  |  |       |  |  |                   |  |  |                    |  |
|                     |                       | ? | ?        |  |  |       |  |  |                   |  |  |                    |  |
|                     |                       | ? | ?        |  |  |       |  |  |                   |  |  |                    |  |
|                     |                       | ? | ?        |  |  |       |  |  |                   |  |  |                    |  |
| ?                   |                       | ? |          |  |  |       |  |  |                   |  |  |                    |  |
|                     |                       | ? | ?        |  |  |       |  |  |                   |  |  |                    |  |
|                     |                       | ? | ?        |  |  |       |  |  |                   |  |  |                    |  |
|                     |                       | ? | ?        |  |  |       |  |  |                   |  |  |                    |  |
|                     |                       | ? |          |  |  |       |  |  |                   |  |  |                    |  |

## Discendenza
Braccio da Montone si sposò due volte:
- la prima volta nel 1392 con Elisabetta Armanni († 1419), da cui non ebbe figli[19];
- la seconda volta nel 1420 con Nicolina da Varano († 1429), da cui ebbe un figlio, Carlo (1422-1479), condottiero, che si sposò con Margherita Malatesta[20]. In precedenza, il 21 marzo 1423, un anno dopo la nascita di Carlo, era stato stipulato un contratto di matrimonio futuro tra questi ed Anna Colonna, in seguito non più effettuato[21].

Ebbe inoltre da relazioni extraconiugali un figlio e due figlie:
- Oddo (1410-1425), condottiero, il quale sposò nel 1418 Elisabetta Trinci; il matrimonio era stato concordato l'anno precedente[23];
- Lucrezia, andata in sposa a Bastiano Capponi[24];
- Carlotta, andata in sposa nel 1423 a Galeotto Roberto Malatesta[25].

## Nella cultura di massa
Nel 2016 è stato sviluppato il gioco di carte Fortebraccio, che consente di ricreare le battaglie medievali ai tempi di Braccio da Montone. Inoltre è stato prodotto dalla Acies e commercializzato dalla White Ship Games il gioco da tavolo di strategia Braccio da Montone, che permette di simulare le due principali battaglie combattute dal condottiero perugino: quella di Sant'Egidio e quella dell'Aquila.